# Katedra Limnologii Uniwersytetu Gdańskiego
Katedra Limnologii UG – jednostka organizacyjna Instytutu Geografii Uniwersytetu Gdańskiego, zajmująca się badaniami wód zbiorników śródlądowych (gr. limno - jezioro, staw  oraz logos - nauka).

## Historia
Zakład Limnologii UG został utworzony 1 września 1993 r. W jego strukturę organizacyjną włączona została Stacja Limnologiczna w Borucinie, która stała się zamiejscową placówką terenową jednostki. Zespół, pod kierunkiem dr hab. Władysława Langego, prof. UG, pierwotnie tworzyła siedmioosobowa grupa geografów-hydrologów specjalizujących się w problematyce badań jeziornych. Jako jedyny w Polsce tego rodzaju zakład uniwersytecki w następnych latach prowadził badania na blisko 250 jeziorach polskich.
W roku 1997 w skład jednostki wchodziła Pracownia Kartografii i Fotointerpretacji, a liczba zatrudnionych osób wzrastała do 15. W roku 1998, utworzona została Katedra Limnologii.
Funkcję kierownika tych jednostek w latach 1993-2005 pełnił dr hab. Władysław Lange, prof. UG.
Przeprowadzona pod koniec 2005 roku restrukturyzacja Katedry Limnologii, związana ze śmiercią kierownika jednostki, spowodowała zatrudnienie 3 nowych pracowników oraz wydzielenie ze struktur Katedry niezależnej jednostki organizacyjnej; Zakładu Geografii Pojezierzy.
Obecnie w Katedrze Limnologii, w której skład wchodzi samodzielna Pracownia Kartografii, Teledetekcji i Systemów Informacji Geograficznej, zatrudnionych jest 8 pracowników; 1 ze stopniem doktora habilitowanego, 4 ze stopniem doktora oraz 3 ze stopniem magistra. Kierownikiem jednostki jest prof. UG dr hab. Elżbieta Bajkiewicz-Grabowska.

## Działalność naukowa
- Naturalne i antropogeniczne przemiany jezior Pomorza.
- Przyrodnicze uwarunkowania zróżnicowania rozwoju abiotycznej struktury systemów limnicznych.
- Rola jezior przepływowych w transformacji jakości wody zlewni młodoglacjalnych.
- Limnologiczne odrębności jezior polarnych i wysokogórskich.
- Kartografia teoretyczna; semantyka języka mapy.